# Usch (Duitsland)
Usch is een plaats in de Duitse deelstaat Rijnland-Palts, en maakt deel uit van de Eifelkreis Bitburg-Prüm.
Usch telt 58 inwoners en ligt aan de oever van de rivier de Kyll.

## Bestuur
De plaats is een Ortsgemeinde en maakt deel uit van de Verbandsgemeinde Bitburger Land.
Verbandsvrije stad:  Bitburg